# Ivan Krasko
Ivan Krasko (wł. Ján Botto; ur. 12 lipca 1876 w Lukovištiach, zm. 3 marca 1958 w Bratysławie) – słowacki poeta i tłumacz, z wykształcenia chemik.
Był czołowym przedstawicielem modernizmu. Jest uważany za najwybitniejszego słowackiego poetę XX wieku oraz za twórcę nowoczesnej liryki słowackiej.
Jego dorobek obejmuje poezję i krótkie utwory prozatorskie. Tworzył przekłady z literatury niemieckiej (R. Dehmel) oraz rumuńskiej (M. Eminescu). Jego poezja ukazywała się w czasopiśmie „Dennica” (1905), gdzie publikował pod pseudonimem Janko Cigáň. 
Wydał dwa tomy poezji Nox et solitudo (1909, 1912), czym wpisał poezję słowacką w krąg literatury europejskiej.

## Odznaczenia
- Order Tomáša Garrigue Masaryka III Klasy – CSRF, 1991, pośmiertnie[5][6]